# El Chacho
El Chacho es una localidad situada en el departamento Minas, provincia de Córdoba, Argentina.

## Toponimia
La localidad, históricamente conocida como "Las Cuevas del Chacho", debe su nombre a quien fuera un importante caudillo riojano a mediados del siglo XIX: Ángel Vicente Peñaloza, apodado "El Chacho".

## Geografía

### Ubicación
Se encuentra ubicada al noroeste de la provincia de Córdoba, se sitúa a aproximadamente 285 km de la Ciudad de Córdoba, accediéndose por la Ruta Nacional 77.

### Población
Cuenta con 160 habitantes (Indec, 2022), lo que representa un incremento del 3,5% frente a los 154 habitantes (Indec, 2010) del censo anterior.
| Gráfica de evolución demográfica de El Chacho entre 1991 y 2022 |
|                                                                 |
| Fuente: Censos nacionales del INDEC                             |

### Sismicidad
La sismicidad de la región de Córdoba es frecuente y de intensidad baja, y un silencio sísmico de terremotos medios a graves cada 30 años en áreas aleatorias. Sus últimas expresiones se produjeron:
- 22 de septiembre de 1908 (116 años), a las 17.00 UTC-3, con 6,5 Richter, escala de Mercalli VII; ubicación 30°30′0″S 64°30′0″O / -30.50000, -64.50000; profundidad: 100 km; produjo daños en Deán Funes, Cruz del Eje y Soto, provincia de Córdoba, y en el sur de las provincias de Santiago del Estero, La Rioja y Catamarca[2]

- 16 de enero de 1947 (78 años), a las 2.37 UTC-3, con una magnitud aproximadamente de 5,5 en la escala de Richter (terremoto de Córdoba de 1947)[1]

- 28 de marzo de 1955 (70 años), a las 6.20 UTC-3 con 6,9 Richter: además de la gravedad física del fenómeno se unió el desconocimiento absoluto de la población a estos eventos recurrentes (terremoto de Villa Giardino de 1955)

- 7 de septiembre de 2004 (20 años), a las 8.53 UTC-3 con 4,1 Richter

- 25 de diciembre de 2009 (15 años), a las 21.42 UTC-3 con 4,0 Richter

## Economía
Las economías de las localidades del departamento Minas son muy atrasadas y El Chacho no es la excepción. Las únicas fuentes de ingresos de la comuna son la crianza de animales de granja (cabras, etc.) en pequeña escala. Otra fuente son las Instituciones Públicas con las que cuenta, a saber Esc. "Angel Vicente Peñaloza", Puesto Sanitario "Pablo Camino" y la posta policial.